# Kiss (álbum)
Kiss es el álbum debut de la banda de hard rock americana del mismo nombre, lanzado en 1974. Cuando fue publicado, Kiss apenas llevaba un año de existencia. La mayoría del material del álbum fue escrito por Gene Simmons y Paul Stanley, como miembros de Wicked Lester, la primera encarnación de Kiss. 
Kiss vendió aproximadamente 75 000 copias después de su salida inicial al mercado, sin la presencia de un solo 'hit'. El álbum se relanzó en 1997 en CD (junto con la mayoría de los primeros discos de Kiss), en versión remasterizada. Fue certificado "Oro" el 8 de junio de 1977, cuando alcanzó las 500 000 copias vendidas.
En 2003, Kiss fue incluido en la lista Spin de álbumes esenciales de glam rock.
Gene Simmons y Ace Frehley han declarado que Kiss es su álbum favorito de Kiss.

## Información sobre el álbum
La portada del álbum mostraba al grupo sobre un fondo negro en una pose que recordaba visualmente al álbum With the Beatles de los Beatles. Tres de los cuatro miembros de la banda se maquillaron ellos mismos para la foto de la portada, como solían hacer, pero el maquillaje "Catman" de Criss fue aplicado por un profesional, cuyo trabajo resultó bastante diferente del aspecto que Criss había establecido, y al que volvería inmediatamente después. Ace Frehley, deseoso de impresionar a los demás miembros de Kiss, se tiñó el pelo con laca plateada, que se quitaba fácilmente con champú. Según Criss, el fotógrafo Joel Brodsky pensó que Kiss eran literalmente payasos y quiso colocar globos detrás del grupo para la sesión. Brodsky lo negó, atribuyéndolo a su imaginación.
Todo el material de Kiss fue escrito antes de que la banda entrara en el estudio. Algunas de las canciones fueron escritas durante la breve existencia de Wicked Lester, mientras que "Firehouse" fue escrita por Paul Stanley mientras asistía a la High School of Music & Art de Nueva York.

### Lista de canciones
Todos los créditos son una adaptación de la versión original.
| Lado 1 |                     |                             |                            |          |  |
| N.º    | Título              | Escritor(es)                | Voz principal              | Duración |  |
| 1.     | «Strutter»          | Paul Stanley, Gene Simmons  | Paul Stanley               | 3:10     |  |
| 2.     | «"Nothin' to Lose"» | Simmons                     | Gene Simmons & Peter Criss | 3:27     |  |
| 3.     | «"Firehouse"»       | Stanley                     | Paul Stanley               | 3:17     |  |
| 4.     | «Let Me Know»       | Gene Simmons & Paul Stanley | Stanley, Simmons           | 2:59     |  |
| 5.     | «Cold Gin»          | Ace Frehley                 | Gene Simmons               | 4:22     |  |

| Lado 2 |                        |                                  |                                          |          |  |
| N.º    | Título                 | Escritor(es)                     | Voz principal                            | Duración |  |
| 1.     | «Kissin' Time»         | Bernie Lowe, Karl Mann           | Paul Stanley, Gene Simmons & Peter Criss | 3:18     |  |
| 2.     | «Deuce»                | Simmons                          | Gene Simmons                             | 3:05     |  |
| 3.     | «Love Theme from Kiss» | Criss, Frehley, Simmons, Stanley | Instrumental                             | 2:44     |  |
| 4.     | «100,000 Years»        | Simmons, Stanley                 | Paul Stanley                             | 3:38     |  |
| 5.     | «Black Diamond»        | Stanley                          | Paul Stanley (intro) & Peter Criss       | 5:30     |  |

### Personal
- Gene Simmons – Bajo, voz, coros
- Paul Stanley – Guitarra rítmica, voz, coros
- Ace Frehley – Guitarra solista, coros en "Nothin´to Lose" & "Black Diamond"
- Peter Criss – Batería & percusión, voz, coros en "Nothin´to Lose", "Kissin´Time" & "Black Diamond"

### Músicos invitados
- Bruce Foster – Piano en "Nothin´to Lose"
- Warren Dewey – Motor de Bomberos en "Firehouse"

### Producción
- Kenny Kerner – Productor
- Richie Wise – Productor
- George Marino – Ingeniero de Masterización

## Reediciones posteriores
A mediados y finales de la década de 1980, Mercury Records reeditó el álbum en vinilo y casete con una versión en directo de "Nothin' to Lose" (de Alive!) en lugar de la versión de estudio. Al parecer, esta sustitución fue realizada sin autorización por un empleado malintencionado de la videoteca de PolyGram Records. La versión de estudio se restauró cuando el álbum se publicó en CD y en la reedición en vinilo de 2014.